# Hellenia speciosa

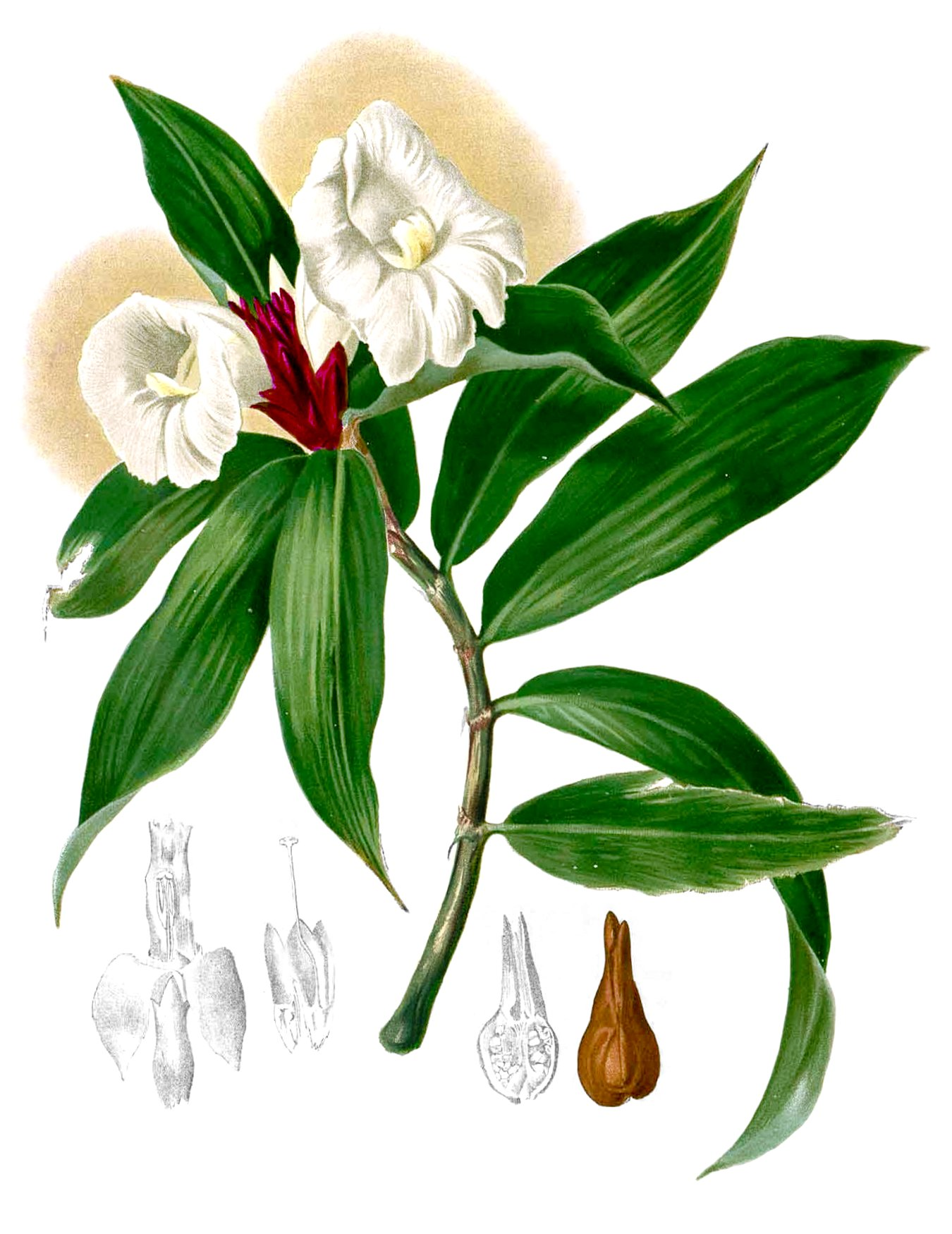
Illustration von Cheilocostus speciosus.

Hellenia speciosa ist eine Pflanzenart aus der Familie der Costaceae. Sie wurde traditionell als Costus speciosus der Gattung Costus zugeordnet, aber 2006 in die neu beschriebene Gattung Cheilocostus eingeordnet, die später zu Hellenia umbenannt wurde. Es ist eine von mehreren Pflanzenarten, die Kostwurz genannt werden.

## Beschreibung
Hellenia speciosa ist eine ausdauernde, krautige Pflanze. Sie bilden Rhizome als Überdauerungsorgane. Die am Grund teilweise verholzten Stängel erreichen eine Wuchshöhe von 1 bis 3 Metern und verzweigen sich am oberen Bereich. Die einreihig, einseitig (monistichous) angeordneten Laubblätter sind einfach länglich-lanzettförmig, in Blattscheide, Blattstiel und Blattspreite gegliedert. Der Blattstiel ist 5 bis 7 mm lang. Die Blattspreite ist 15 bis 20 cm lang und 6 bis 10 cm breit. 
Die endständigen Blütenstände sind etwa 5 bis 15 cm groß und eiförmig. Sie enthalten mehrere leuchtend rote, eiförmige Tragblätter, die etwa 2 cm groß, ledrig, flaumig behaart sind mit einer scharfen, harten Spitze, mehrere hell-rote, 1,2 bis 1,5 cm große Deckblätter und mehrere Blüten. 
Die zwittrigen, zygomorphen Blüten sind dreizählig. Die drei ledrigen, roten Kelchblätter sind an ihrer Basis verwachsen und etwa 1,8 bis 2 cm groß mit rötlich schwarzen Kelchlappen. Die drei Kronblätter sind zu einer etwa 1 cm langen Röhre verwachsen mit etwa 5 cm langen Kronlappen, die in einer weißen oder roten Spitze enden. Fünf der Staubblätter sind zum sogenannten Labellum verwachsen; es ist weiß, trompetenförmig, 6,5 bis 9 cm groß, und am Rand gezähnt und gewellt, mit überlappenden Säumen. Das einzige fertile Staubblatt ist 4,5 cm lang, 1,3 cm breit und besitzt einen breiten, kronblattförmigen Staubfaden, der an seiner Basis weiß mit orange-gelb und flaumig behaart ist. 
Es wird eine kugelige, rote Kapselfrucht gebildet, die einen Durchmesser von etwa 1,5 cm aufweist und etwas holzig ist. Die schwarzen Samen sind etwa 3 mm groß.

## Vorkommen
Hellenia speciosa wird in Indien traditionell als Heilpflanze genutzt und weltweit als Zierpflanze angepflanzt. Neben dem ursprünglichen Vorkommen auf der Malaiischen Halbinsel, kommt diese Art verwildert in verschiedenen tropischen Regionen vor. Die bevorzugten Wuchsstandorte sind Waldlichtungen und feuchte Senken.

## Systematik
Die Art wurde 1783 durch den Botaniker Johann Gerhard König, in den von Anders Jahan Retzius herausgegebenen Observationes Botanicae als Banksea speciosa erstbeschrieben. Später wurde sie meist in die artenreiche Gattung Costus, als Costus speciosus J. Koenig ex Smith mit einbezogen (Typusart: Costus spectabilis (Fenzl) K.Schum.). 
2006 wurde die Art als eine von vier Arten aus der Gattung Costus in eine neue Gattung Cheilocostus, als deren Typusart, gestellt. Allerdings erwies sich die Namensvergabe des Gattungsnamens als schwierig. Aufgrund der Ähnlichkeit des Gattungsnamens zur großen Gattung Banksia wurde Königs Name Banksea für illegitim erklärt und unterdrückt. Ältester Ersatzname dafür ist Hellenia Retz., worauf der Botaniker Rafaël Govaerts 2013 aufmerksam machte. Daraufhin wurde der Name der neuen Gattung zu Hellenia verändert.
Neben dem Basionym Banksea speciosa J.Koenig und dem von Specht und Kollegen neu eingeführten Namen Cheilocostus speciosus (J.Koenig) C.Specht gibt es weitere Synonyme: Costus speciosus (J.Koenig) Sm., Costus lamingtonii F.M.Bailey, Costus formosanus Nakai und Costus speciosus var. formosanus (Nakai) S.S.Ying.

## Anwendung
Das Rhizom von Hellenia speciosa und anderer Arten der Familie der Costaceae enthält Saponine (v. a. Diosgenin-Glycoside) die östrogen, entzündungshemmend und gallefördernd wirken. Diese Eigenschaften werden in der indischen Volksheilkunde zur Behandlung verschiedener Beschwerden wie Husten, Hautleiden und Verdauungsproblemen genutzt. In der mittelalterlichen Heilkunde war die Pflanze, bzw. ihr als Arzneidroge verwendetes Rhizom unter anderem unter dem lateinischen Namen Costus bekannt.